# باشگاه فوتبال چوروم
باشگاه فوتبال چوروم (ترکی استانبولی: Çorum Futbol Kulübü.) یک باشگاه فوتبال در ترکیه است که در شهر چوروم جای دارد و در لیگ دسته اول فوتبال ترکیه (دومین سطح فوتبال مردان) بازی می‌کند.

## تاریخچه
این تیم ابتدا تحت نام چوروم بلدیه سپور (Çorum Belediyespor) در سال ۱۹۹۷ میلادی تأسیس شد. بیشتر دوران این باشگاه در لیگ‌های استانی و آماتور سپری شد و تنها در فصل ۲۰۱۱–۱۲ بود که توانست جواز حضور در لیگ دسته سوم فوتبال ترکیه را کسب کند. در ۲۰ دسامبر ۲۰۱۸ میلادی، نام باشگاه به ینی چوروم‌سپور (Yeni Çorumspor) تغییر کرد.
در نوامبر ۲۰۱۹ باشگاه روند سه ساله‌ای را برای تصاحب باشگاه چوروم‌سپور را آغاز کرد. در ۲۴ دسامبر ۲۰۱۹ باشگاه موفق شد با خرید حق امتیاز باشگاه چوروم‌سپور، نام باشگاه فوتبال چوروم (Çorum Futbol Kulübü) را برای خود پس بگیرد.
در فصل ۲۰۲۲–۲۳، باشگاه فوتبال چوروم در گروه سفید لیگ دسته دو توانست مجوز صعود به لیگ دسته یک فوتبال ترکیه را برای اولین بار در تاریخ خود، به دست آورد و اکنون در این لیگ بازی می‌کند.

## رنگ و لباس
این باشگاه در ابتدا با البسهٔ آبی و سفید بازی می‌کرد؛ اما از سال ۲۰۱۴ تاکنون رنگ‌های این باشگاه قرمز و سیاه است.

## آمار

### حضور در لیگ‌ها
- لیگ دسته اول فوتبال ترکیه: ۲۰۲۳–
- لیگ دسته دوم فوتبال ترکیه: ۲۰۱۹–۲۳
- لیگ دسته سوم فوتبال ترکیه: ۲۰۱۲–۱۸
- لیگ ناحیه‌ای آماتور ترکیه: ۲۰۱۰–۱۲
- لیگ‌های سوپر آماتور: ۱۹۹۷–۱۰

## ترکیب کنونی
تا تاریخ ۹ فوریه ۲۰۲۴
| شماره |        | پست       | بازیکن                                                  |
| ----- | ------ | --------- | ------------------------------------------------------- |
| ۲     | ترکیه  | مدافع     | Kerem Kalafat                                           |
| ۳     | فرانسه | مدافع     | لویک لندر                                               |
| ۴     | نیجریه | مدافع     | Michael Ologo (on loan from باشگاه ورزشی استانبول‌اسپور) |
| ۵     | سنگال  | مدافع     | Zargo Touré                                             |
| ۶     | ترکیه  | هافبک     | فرهت یزگان (کاپیتان (فوتبال))                           |
| ۷     | ترکیه  | هافبک     | Ahmet İlhan Özek                                        |
| ۸     | آلمان  | هافبک     | آتاکان آکایناک                                          |
| ۹     | هلند   | مهاجم     | توماس ورهیدت                                            |
| ۱۰    | ترکیه  | مهاجم     | Gökhan Karadeniz                                        |
| ۱۱    | ترکیه  | مهاجم     | Suat Kaya                                               |
| ۱۴    | لهستان | هافبک     | Michał Nalepa                                           |
| ۱۷    | ترکیه  | مدافع     | Eren Aydın (on loan from باشگاه فوتبال گالاتاسرای)      |
| ۲۰    | ترکیه  | هافبک     | Hakan Barış                                             |
| ۲۵    | ترکیه  | دروازه‌بان | Mahmut Eren Güler                                       |

| شماره |        | پست       | بازیکن                                               |
| ----- | ------ | --------- | ---------------------------------------------------- |
| ۲۷    | ترکیه  | دروازه‌بان | Hasan Hüseyin Akinay                                 |
| ۲۹    | آنگولا | مهاجم     | Geraldo                                              |
| ۳۰    | ترکیه  | مدافع     | Adem Doğan                                           |
| ۳۹    | ترکیه  | مدافع     | ارکان کاش                                            |
| ۴۱    | ترکیه  | دروازه‌بان | Onur Alp Sarman                                      |
| ۴۸    | ترکیه  | هافبک     | Ozan Sol                                             |
| ۶۶    | بلژیک  | هافبک     | Massis Gülük                                         |
| ۷۳    | ترکیه  | مدافع     | Süleyman Luş                                         |
| ۷۷    | ترکیه  | مدافع     | Arda Yilmaztürk                                      |
| ۷۹    | ترکیه  | مهاجم     | Ahmet Sağat (on loan from باشگاه فوتبال صامسون‌اسپور) |
| ۸۷    | ترکیه  | دروازه‌بان | Ali Türkan                                           |
| ۹۲    | ترکیه  | هافبک     | Atakan Cangöz                                        |
|       | غنا    | هافبک     | Clement Ansah (on loan from Shkupi)                  |
|       | ترکیه  | مهاجم     | Emircan Altıntaş (on loan from Iğdır)                |

## افتخارات
- لیگ دسته دوم فوتبال ترکیه: ۲۰۲۲–۲۳ (سفید)
- لیگ آماتور ناحیه‌ای ترکیه: 2011–12